# Olympische Sommerspiele 2012/Teilnehmer (Simbabwe)
| Gelbes Symbol für Goldmedaillen mit stilisierten Olympischen Ringen | Graues Symbol für Silbermedaillen mit stilisierten Olympischen Ringen | Braundes Symbol für Bronzemedaillen mit stilisierten Olympischen Ringen |
| ------------------------------------------------------------------- | --------------------------------------------------------------------- | ----------------------------------------------------------------------- |
| —                                                                   | —                                                                     | —                                                                       |

Simbabwe nahm in London an den Olympischen Spielen 2012 teil. Es war die insgesamt neunte Teilnahme an Olympischen Sommerspielen. Das Zimbabwe Olympic Committee nominierte acht Athleten in vier Sportarten. Ngonidzashe Makusha war ebenfalls nominiert worden, musste seine Teilnahme aber verletzungsbedingt absagen.
Fahnenträgerin bei der Eröffnungsfeier war die Schwimmerin Kirsty Coventry.

## Teilnehmer nach Sportarten

### Leichtathletik
| Athleten          | Wettbewerb | Vorlauf | Vorlauf | Halbfinale | Halbfinale | Finale    | Finale | Rang |
| Athleten          | Wettbewerb | Zeit    | Rang    | Zeit       | Rang       | Zeit      | Rang   | Rang |
| ----------------- | ---------- | ------- | ------- | ---------- | ---------- | --------- | ------ | ---- |
| Frauen            |            |         |         |            |            |           |        |      |
| Sharon Tavengwa   | Marathon   | –       | –       | –          | –          | DNF       | DNF    | DNF  |
| Männer            |            |         |         |            |            |           |        |      |
| Wirimai Juwawo    | Marathon   | –       | –       | –          | –          | 2:14:09 h | 15     | 15   |
| Cuthbert Nyasango | Marathon   | –       | –       | –          | –          | 2:12:08 h | 7      | 7    |

### Rudern
| Athleten               | Wettbewerb | Vorlauf     | Vorlauf | Hoffnungslauf | Hoffnungslauf | Viertelfinale | Viertelfinale | Halbfinale C/D, E/F | Halbfinale C/D, E/F | C,E-Finale  | C,E-Finale | Rang |
| Athleten               | Wettbewerb | Zeit        | Rang    | Zeit          | Rang          | Zeit          | Rang          | Zeit                | Rang                | Zeit        | Rang       | Rang |
| ---------------------- | ---------- | ----------- | ------- | ------------- | ------------- | ------------- | ------------- | ------------------- | ------------------- | ----------- | ---------- | ---- |
| Frauen                 |            |             |         |               |               |               |               |                     |                     |             |            |      |
| Micheen Thornycroft    | Einer      | 7:47,10 min | 3       | BYE           | BYE           | 7:56,66 min   | 4             | 7:51,02 min         | 1                   | 8:07,52 min | 2          | 14   |
| Männer                 |            |             |         |               |               |               |               |                     |                     |             |            |      |
| James Fraser-Mackenzie | Einer      | 7:16,83 min | 5       | 7:19,85 min   | 3             | -             | -             | 7:33,81 min         | 3                   | 7:46,49 min | 6          | 30   |

### Schwimmen
| Athleten        | Wettbewerb   | Vorlauf     | Vorlauf | Halbfinale  | Halbfinale | Finale      | Finale | Rang |
| Athleten        | Wettbewerb   | Zeit        | Rang    | Zeit        | Rang       | Zeit        | Rang   | Rang |
| --------------- | ------------ | ----------- | ------- | ----------- | ---------- | ----------- | ------ | ---- |
| Frauen          |              |             |         |             |            |             |        |      |
| Kirsty Coventry | 100 m Rücken | 1:00,24 min | 4       | 1:00,39 min | 7          | -           | -      | 14   |
| Kirsty Coventry | 200 m Rücken | 2:08,14 min | 2       | 2:08,32 min | 2          | 2:08,18 min | 6      | 6    |
| Kirsty Coventry | 200 m Lagen  | 2:10,51 min | 2       | 2:10,93 min | 3          | 2:11,13 min | 6      | 6    |

### Triathlon
| Athleten            | Wettbewerb | Zeit      | Rang |
| ------------------- | ---------- | --------- | ---- |
| Männer              |            |           |      |
| Christopher Felgate | Einzel     | 1:53:53 h | 52   |